# Avrainvillea rawsonii
Espèce
Avrainvillea rawsonii est une espèce d'algues vertes de la famille des Udoteaceae.